# Cosce di rana

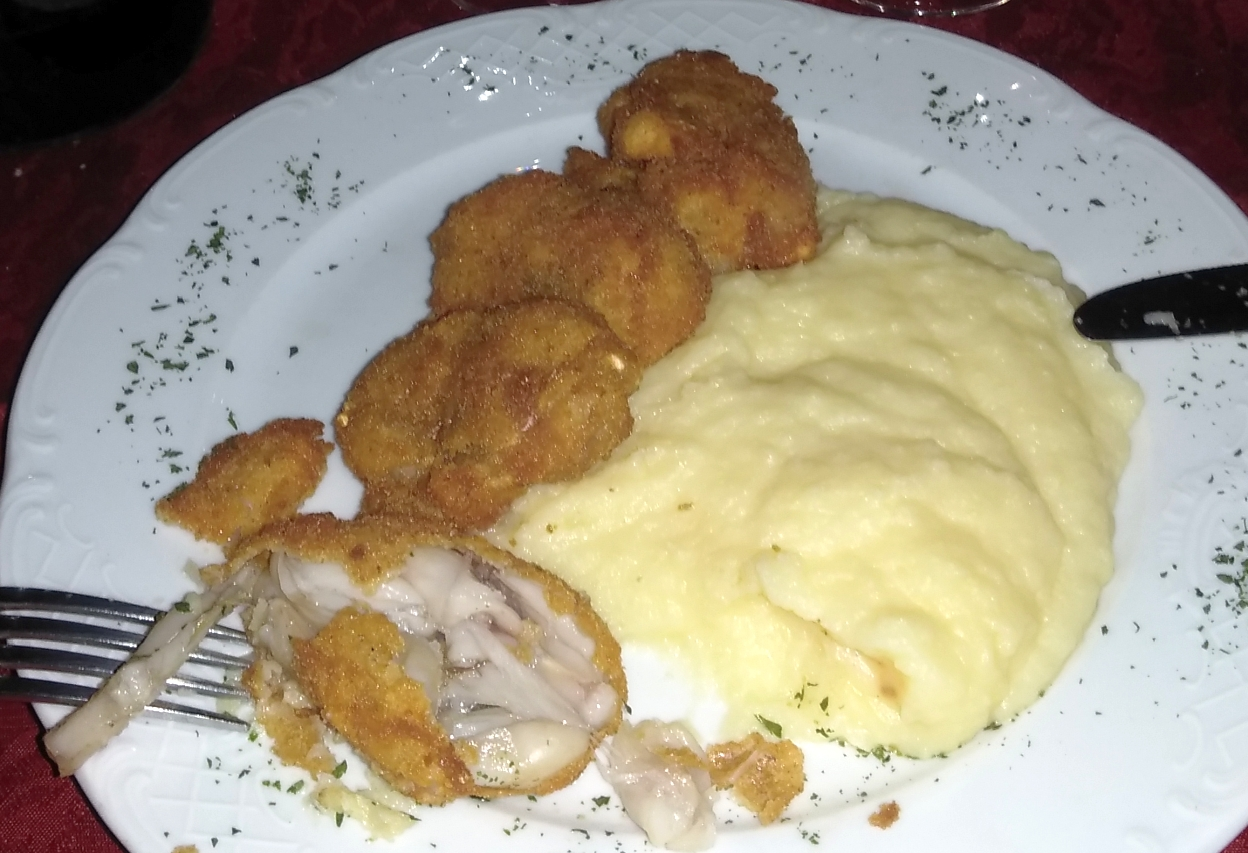
Cosce di rana fritte con purè di patate

Le cosce di rana sono un alimento diffuso in molte parti del mondo. Il loro gusto e consistenza molto delicati ricordano quello del pollo e del pesce, hanno un alto apporto proteico e sono ricche di omega-3, vitamina A e potassio. Le cosce di rana possono essere fritte, grigliate e vengono usate per alcune preparazioni come il risotto con le rane, tipico del Piemonte e della Lombardia, e lo swike dell'Indonesia.